# Синега (река)
Синега — река в Вельском районе Архангельской области, правый приток Вели.
Длина — 38 км, площадь водосборного бассейна — 210 км².

## Течение
Река берёт начало в 12,5 км на юго-восток от посёлка Солгинский Вельского района. Первые 8 км течёт на север, после сворачивает на восток. Крупных притоков не имеет. Течёт в глубокой, ярко выраженной долине, часто встречаются высокие обрывистые берега и перекаты. На берегах расположены деревни Савинская и Прилуцкая. Впадает в реку Вель в 10 км от устья.

## Данные водного реестра
- Бассейновый округ — Двинско-Печорский
- Речной бассейн — Северная Двина
- Речной подбассейн — Северная Двина ниже места слияния Вычегды и Малой Северной Двины
- Водохозяйственный участок — Вага[2]

## Топографическая карта
- Лист карты P-37-107,108 посёлок  Усть-Шоноша. Масштаб: 1 : 100 000. Указать дату выпуска/состояния местности.